# ناحیه کلمبیا در برابر هلر
ناحیه کلمبیا در برابر هلر (انگلیسی: District of Columbia v. Heller) پرونده‌ای تحول ساز بود که در آن دیوان عالی ایالات متحده آمریکا با تصمیمی ۵–۴ حکم کرد که متمم دوم قانون اساسی ایالات متحده آمریکا به مناطق در محاصره فدرال اعمال می‌شود و حق فرد برای حق نگهداری و حمل سلاح، مالکیت جنگ‌افزار گرم برای مقاصد به طور سنتی قانونی، همچون دفاع از خود در خانه را مورد حفاظت قرار می‌دهد.
این تصمیم به این پرسش که آیا متمم دوم از مناطق در محاصره فدرال به ایالت آمریکا ادامه می‌یابد، که پیشتر در مکدانلد در برابر شیکاگو مطرح شده بود پاسخی نداد. این اولین پروندهٔ دیوان عالی بود که تصمیم می‌گرفت آیا متمم دوم از حق فرد برای حمل و نگهداری سلاح برای دفاع شخصی حفاظت می‌کند یا نه.